# Тага аль-Гашимі
Тага аль-Хашими (араб. طه الهاشمى; 1888—1961) — іракський військовик і політик, очолював уряд країни від лютого до квітня 1941 року.

## Політична кар'єра
Після першої відставки про-нацистського кабінету аль-Гайлані регент Абдель Іллах призначив на пост прем'єр-міністра Таху аль-Гашимі. Однак останній протримався на посаді лише два місяці. У ніч проти 13 квітня 1941 року налаштовані проти англійського панування офіцери здійснили переворот і повалили уряд аль-Гашимі.